# Pichincha (subte de Buenos Aires)
Pichincha es una estación de la línea E de la red de subterráneos de la Ciudad de Buenos Aires. Se encuentra ubicada debajo de la intersección la Avenida San Juan y la calle Pichincha, en el barrio de San Cristóbal. La estación fue construida por la compañía española CHADOPyF e inaugurada el 20 de junio de 1944 como parte del trayecto original de la línea E, entre las estaciones Constitución y General Urquiza. En 1997 fue declarada monumento histórico nacional.

## Decoración
Como es característico de las estaciones ubicadas en la sección original de la línea E que unía las estaciones Constitución y General Urquiza, abierta en 1944, Pichincha posee un par de murales temáticos ubicados en sus andenes, instalados por su constructora, la CHADOPyF. En este caso fueron basados en bocetos de 1939 de Rafael Cuenca Muñoz y realizados por Cattaneo y Compañía, y muestran ambos Visiones de Pichincha, Ecuador.

## Hitos urbanos
Se encuentran en las cercanías de esta:
- Plazoletas Ramona Gastiazoro de Brontes, Matilde Vara de Anguita y Elías Aviles de Elizalde
- Hospital de Oftalmología Santa Lucía
- Escuela de Educación Especial para la Formación Laboral N.º 22 Pedro Bonifacio Palacios
- Escuela Primaria Común N.º 25 Gervasio Posadas
- Autopista 25 de Mayo

## Imágenes

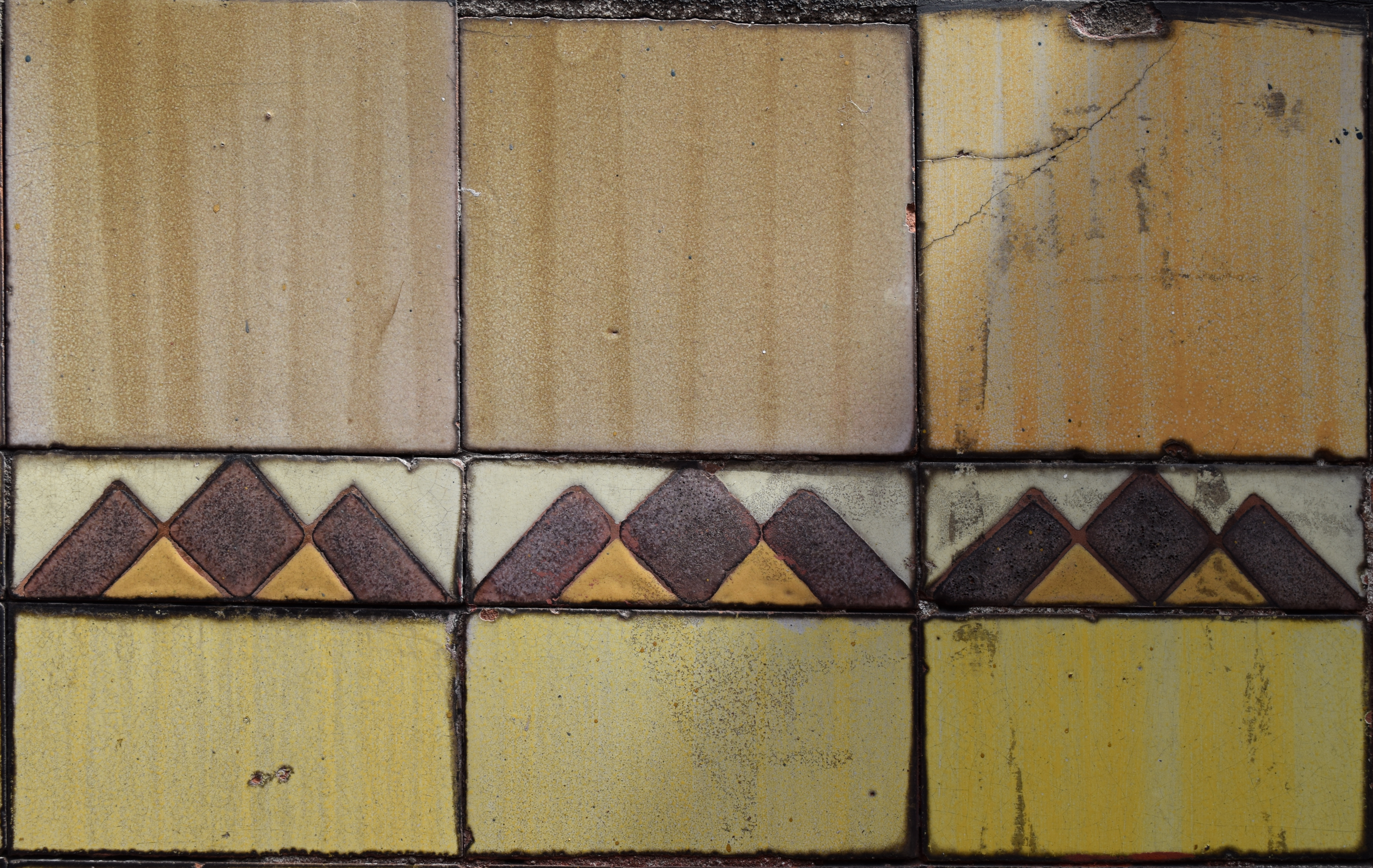
Alicatado
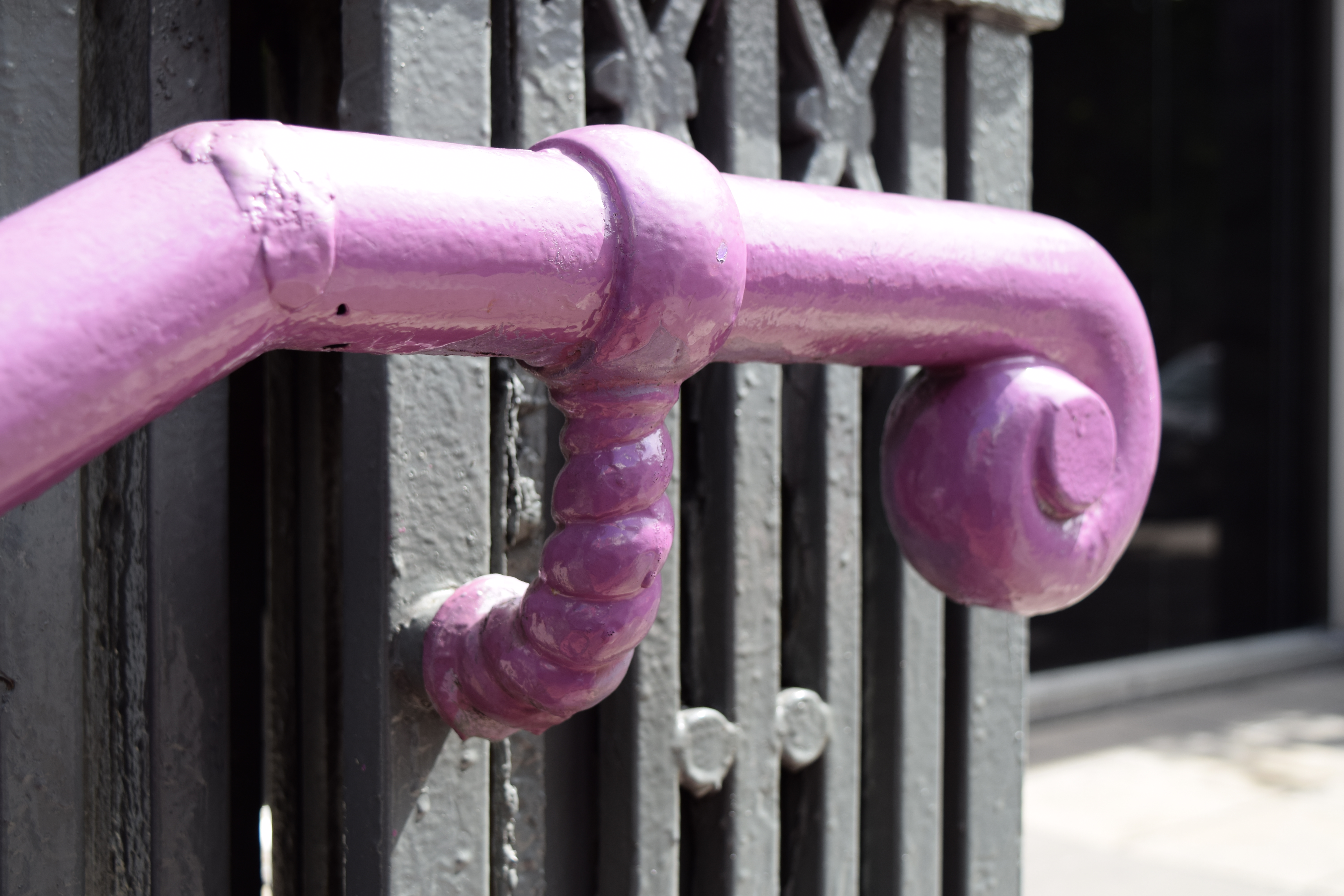
Detalle pasamanos
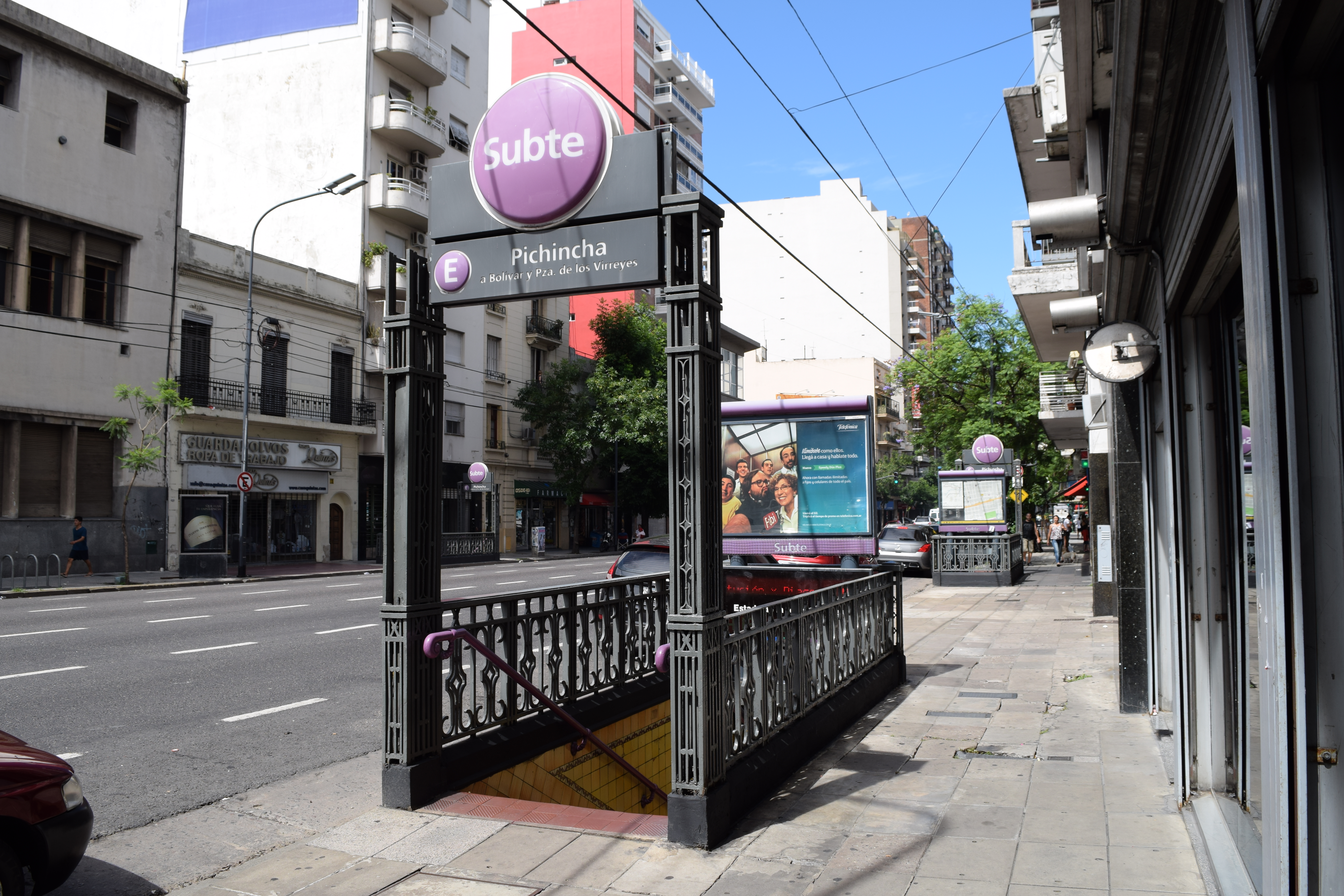
Acceso
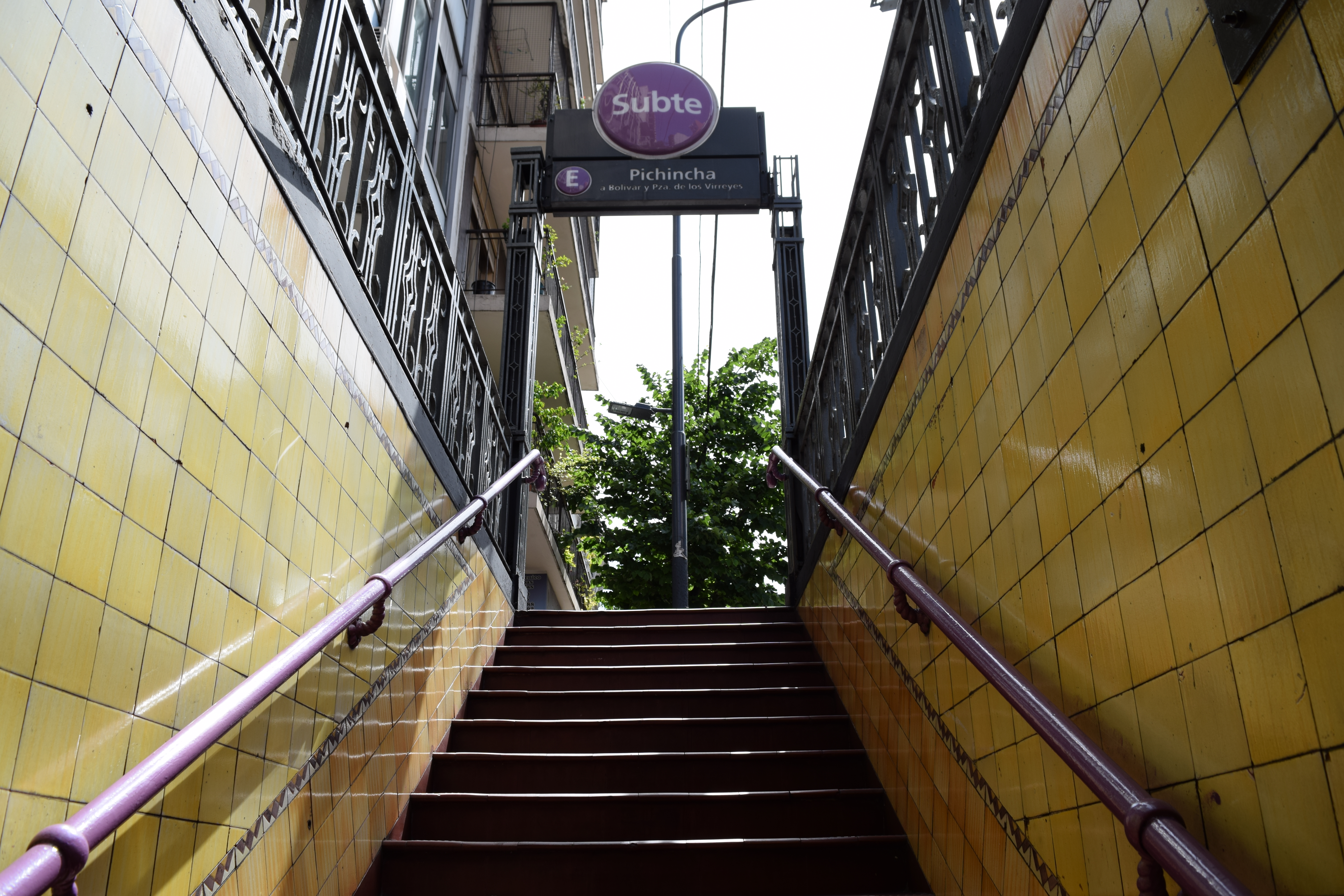
Acceso